# Héraia

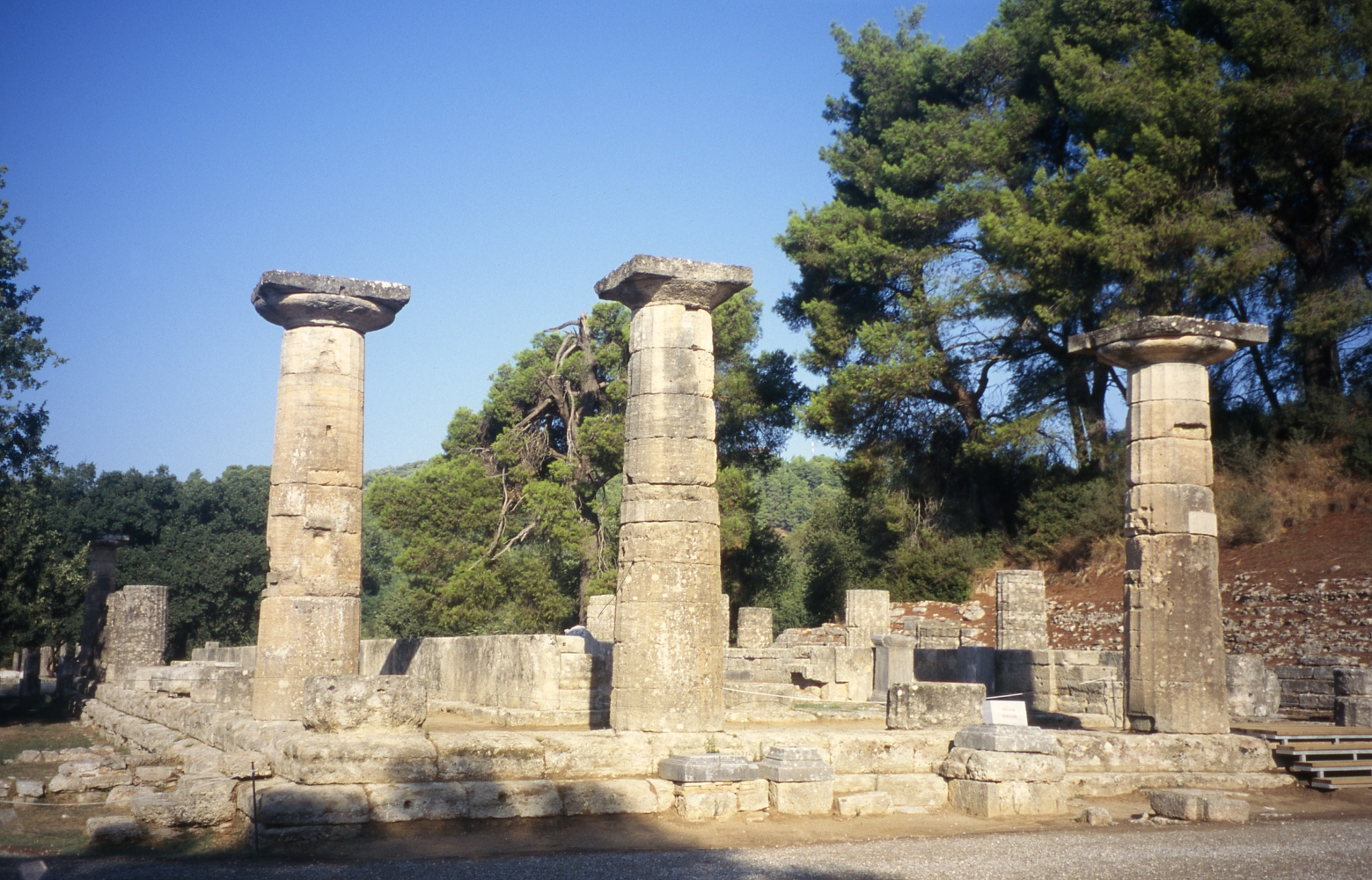
Héra temploma Olümpiában

A Héraia (görög betűkkel Ἡραῖα) Héra istennő tiszteletére rendezett női futóverseny az ókori Görögországban.
A Zeusz tiszteletére négyévente megrendezett olümpiai játékok (melyeken csak férfiak vehettek részt) közti időszakban a lányoknak is adódott lehetőségük a vetélkedésre.
A legenda szerint a Héra-kultusz hőskorában Hippodameia a Pelopsszal kötött házasságért hálából futóversenyt szervezett az istennő tiszteletére. A versenyen csak Élisz hajadonjai vehettek részt. A stadiont nem kellett végigfutniuk teljes hosszában, hanem csak mintegy 160 m távot. A fiatal lányok kibontott hajjal, combközépig érő lepelben versenyeztek, ami szabadon hagyta jobb vállukat és keblüket.
A győztes versenyző jogot nyert felajánlani képmását Héra templomának és elnyerte a vadolajfa-koszorút, valamint az istennőnek feláldozott ökör egy részét. A zsűri tizenhat éliszi asszonyból állt, akik minden négy évben az általuk szőtt peplosszal tisztelegtek Héra előtt, amit az ünnep alkalmából az istennő temploma cellájában álló kultuszszoborra terítettek.
Közben két táncot lejtettek: Hippodameia és Phüszkoa táncát. Hippodameia a Zeusz templom keleti homlokzatáról ismert alak, valamint a Héra tiszteletére rendezett futóverseny szervezője; Phüszkoa pedig helyi nimfa, akit Dionüszosz szeretett.
Mivel ezeket a versenyeket nem az Olümpiász idején, de mindig abban az időszakban rendezték meg, vagy Apollón vagy a Szűz havában – az általános vélemény az, hogy mindig is a Szűz havában -, az olümpiai játékokat vagy a Héra tiszteletére rendezett futóverseny előtt, vagy utána tartották meg, hogy a nők vetélkedője ne veszítsen a jelentőségéből.